# 多爾根湖
53°20′22.88″N 13°21′20.77″E / 53.3396889°N 13.3557694°E
多爾根湖（德語：Dolgener See），是德國的湖泊，位於該國東北部，由梅克倫堡-前波美拉尼亞州負責管轄，處於梅克倫堡湖區縣，長4.2公里、寬0.2公里，面積0.69平方公里，海拔高度98米，平均水深10米，最大水深28米。